# Sound of White Noise
Albums de Anthrax
Persistence of Time
(1990) Stomp 442
(1995)
Sound of White Noise est le sixième album du groupe américain Anthrax, sorti en 1993.
Il présente une facette différente d'Anthrax : depuis le 19 février 1992, le chanteur Joey Belladonna ne fait plus partie du groupe (et cela jusqu'en 2005) et est remplacé par John Bush du groupe Armored Saint. Le groupe s'éloigne de ses racines thrash metal pour un son orienté groove metal, metal alternatif et grunge, plus en vogue à l'époque.
Bien que faisant partie d'une période parfois décriée par les fans d'Anthrax (avec Bush au chant), Sound of White Noise connaîtra un gros succès aux États-Unis avec, d'après Billboard, 600 000 exemplaires vendus. MTV a largement diffusé le clip du single Only, ce qui a aidé à la notoriété de l'album.

## Les titres
1. Potters Field - 5:00
2. Only - 4:55
3. Room for One More - 4:55
4. Packaged Rebellion - 6:18
5. Hy Pro Glo - 4:30
6. Invisible - 6:10
7. 1000 Points of Hate - 5:00
8. Black Lodge - 5:24
9. Sodium Pentathol - 4:24
10. Burst - 3:36
11. This Is Not An Exit - 6:50

## Autour de l'album
- Un titre ne figurant pas sur le disque a fini sur la bande originale du film Last Action Hero : Poison My Eyes.

## Formation
- John Bush : chant
- Scott Ian : guitare
- Charlie Benante : batterie
- Dan Spitz : guitare
- Frank Bello : basse